# Ruvo (cognome)
Ruvo è un cognome di lingua italiana.

## Varianti
- De Ruvo;
- De Ruva:
- Di Ruvo;
- Ruva.

## Origine e diffusione
Il cognome è tipicamente meridionale, principalmente in Puglia e Basilicata. È prevalentemente utilizzato nei comuni di Bari, Terlizzi e Molfetta. È presente inoltre una prolifera presenza del cognome anche a Cortandone, in provincia di Asti in Piemonte.
Le prime tracce del cognome si ritrovano nel Medioevo, e molto probabilmente i primi utilizzatori di tale cognome erano di origine nobiliare e borghese, poiché nel medioevo, solo tali potevano permettersi la presenza di cognomi di provenienza.
Deriva dal toponimo barese Ruvo di Puglia, un comune nella città metropolitana di Bari in Puglia.